# Kraftwerk Reading
Das Kraftwerk Reading ist ein Gaskraftwerk in Israel, das an der Mittelmeerküste im Bezirk Tel Aviv nordwestlich der gleichnamigen Stadt an der Flussmündung des Yarkon liegt. Die Einrichtung der Stromversorgung in Tel Aviv und Jaffa ab 1923 leitete Pinchas Ruthenberg. Mit einer Betriebsaufnahme im Jahr 1938, während des Völkerbundsmandats für Palästina, ist es eines der ältesten und mit Stand 2014 noch in Betrieb befindlichen Kraftwerke Israels. Die Anlage ist nach dem britischen Politiker und Juristen Rufus Isaacs, 1. Marquess of Reading benannt.
Das Kraftwerk wurde mehrfach erweitert und verändert. In den 1950ern wurde es in die Blöcke Reading A und Reading B, beide mit 50 MW, unterteilt. Block A wurde 1967 abgeschaltet, Block B blieb bis zum Jahr 2004 in Betrieb. Zwei weitere Blöcke, als Reading C und Reading D bezeichnet, wurden in den 1970ern gebaut, Block C wurde 1981 stillgelegt. Mit Stand 2014 ist Reading D mit einer installierten Leistung von 214 MW in Betrieb.
Das Kraftwerk war ursprünglich als Ölkraftwerk ausgeführt, der letzte in Betrieb verbliebene Block D wurde im Jahr 2006 auf Befeuerung mit Erdgas umgestellt, um Abgaswerte einzuhalten. Teile der Kraftwerksanlage stellen ein Industriedenkmal dar.
Das Kraftwerk ist Namensgeber des Leuchtturms Reading.